# Поліхно (Куявсько-Поморське воєводство)
Поліхно (пол. Polichno, нім. Wilhelmsdorf) — село в Польщі, у гміні Накло-над-Нотецем Накельського повіту Куявсько-Поморського воєводства.
Населення — 356 осіб (2011).
У 1975-1998 роках село належало до Бидгощського воєводства.

## Демографія
Демографічна структура станом на 31 березня 2011 року:
|          | Загалом | Допрацездатний вік | Працездатний вік | Постпрацездатний вік |
| -------- | ------- | ------------------ | ---------------- | -------------------- |
| Чоловіки | 174     | 42                 | 118              | 14                   |
| Жінки    | 182     | 50                 | 102              | 30                   |
| Разом    | 356     | 92                 | 220              | 44                   |